# ソケットリフト

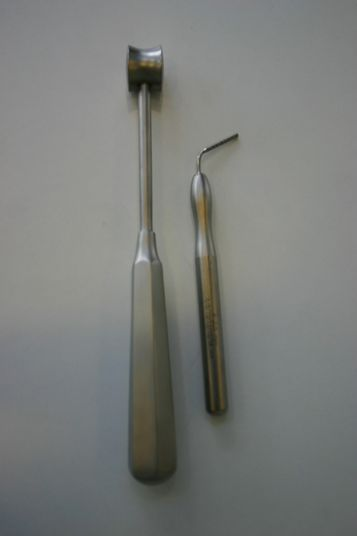
ソケットリフトに用いる器具

ソケットリフトは、デンタルインプラント治療に伴って行われる骨増成手術の一つ。
上顎臼歯部の上部には上顎洞があるが、人により洞底線が下方まで伸びているため、インプラント体埋入に必要な量の骨が確保できない事がある。ソケットリフトはその問題を解決するための骨増成法の一つである。

## 術式
インプラント埋入予定部位に対し棒形体の器具を槌形体器具で叩く。上顎骨は柔らかいため、叩くことにより骨が上顎洞側に移動し、インプラントを埋入するための高さを獲得する事ができる。場合により人工骨などの充填剤を入れる。

## 利点
- サイナスリフトと比較し外科的侵襲が少ない
- サイナスリフトと比較して処置が簡便で短時間で行うことができる

## 欠点
- 骨増成できる量がサイナスリフトと比較し少ないため、応用範囲が限られる
- 暗視下の処置のため、程度の把握が難しい